# Microlipophrys caboverdensis
Microlipophrys caboverdensis är en fiskart som först beskrevs av Nora Wirtz och Bath, 1989.  Microlipophrys caboverdensis ingår i släktet Microlipophrys och familjen Blenniidae. Inga underarter finns listade i Catalogue of Life.